# Chunee

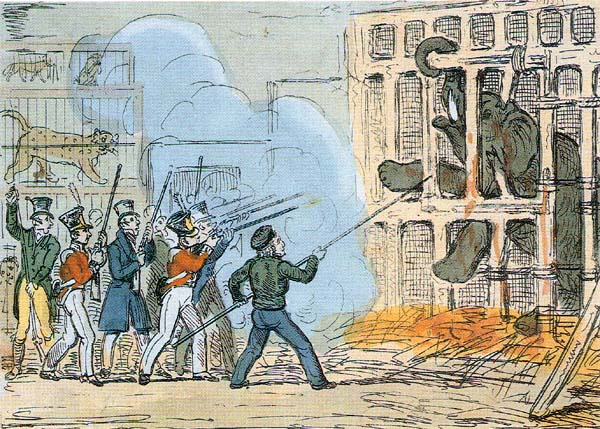
Getekende weergave van de dood van Chunee

Chunee, ook gespeld als Chuny (India, ? - Londen, 1 maart 1826), was een Indische olifant die rond 1809/1810 naar Londen werd overgebracht.

## Levensloop
Chunee werd oorspronkelijk tentoongesteld in het Royal Opera House, maar werd later naar de circuseigenaar Stephani Polito gebracht om daar aan zijn menagerie te worden toegevoegd bij Exeter Exchange aan de straat The Strand, eveneens in Londen. In 1817 werd de menagerie gekocht door Edward Cross. Chunee was daar getraind om een muntstuk van zes pence van bezoekers aan te nemen, even in de slurf vast te houden en het vervolgens weer terug te geven.
Aan het eind van zijn leven werd Chunee steeds gevaarlijker, mogelijk door kiespijn aan zijn slagtand. Toen hij op zondag 26 februari 1826 zijn gebruikelijke wandeling langs The Strand maakte, ging hij een van zijn oppassers te lijf en doodde hem. De dagen erna was hij woedend en onhandelbaar en men besloot dat hij te gevaarlijk was geworden om te houden.
Op de woensdag erop probeerde een oppasser hem vergif te geven, dat de olifant echter niet wilde innemen. Soldaten in het Somerset House werden opgetrommeld om Chunee met hun musketten dood te schieten. Chunee knielde neer op het commando van zijn vertrouwde oppasser en werd door 152 musketkogels geraakt. Chunee bleef echter in leven en werd vervolgens afgemaakt met een harpoen of zwaard.
De olifant was ook na zijn dood een attractie en honderden bezoekers betaalden een shilling entreeprijs om zijn afgeslachte, bebloede lichaam te komen bekijken. Studenten van het Royal College of Surgeons onderzochten de anatomie van het lichaam.
De dood van Chunee werd uitgebreid in de kranten beschreven en ingezonden brieven van verontwaardigde lezers werden gepubliceerd, over de manier waarop Chunee om het leven was gebracht. De populariteit van de menagerie bij Exeter Exchange nam af en in 1828 werden de dieren overgebracht naar de Royal Surrey Gardens. De menagerie werd afgebroken in 1829.